# الدوري الأمريكي لكرة القدم

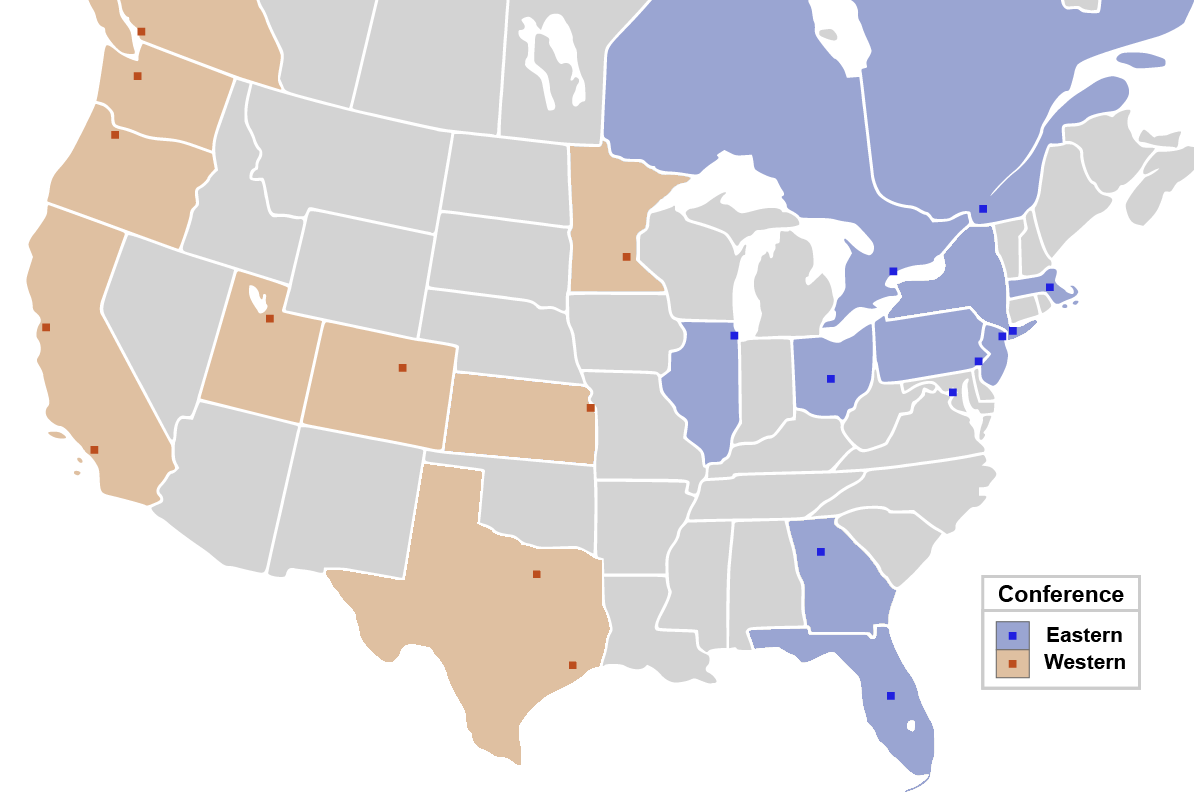
مواقع الفرق على خارطة الولايات المتحدة وكندا سنة 2019 مقسمة إلى المؤتمرين الشرقي والغربي.

الشعار السابق للبطولة.

دوري كرة القدم الرئيسي (بالإنجليزية: Major League Soccer)‏ أو MLS هو دوري كرة القدم للمحترفين مقره في الولايات المتحدة. ويتكون الدوري من 29 فريقا 26 من الولايات المتحدة و3 من كندا. يمثل الدوري أعلى سلطة لكرة القدم في كل من الولايات المتحدة وكندا على صعيد كل الأندية.

## نظام المسابقة

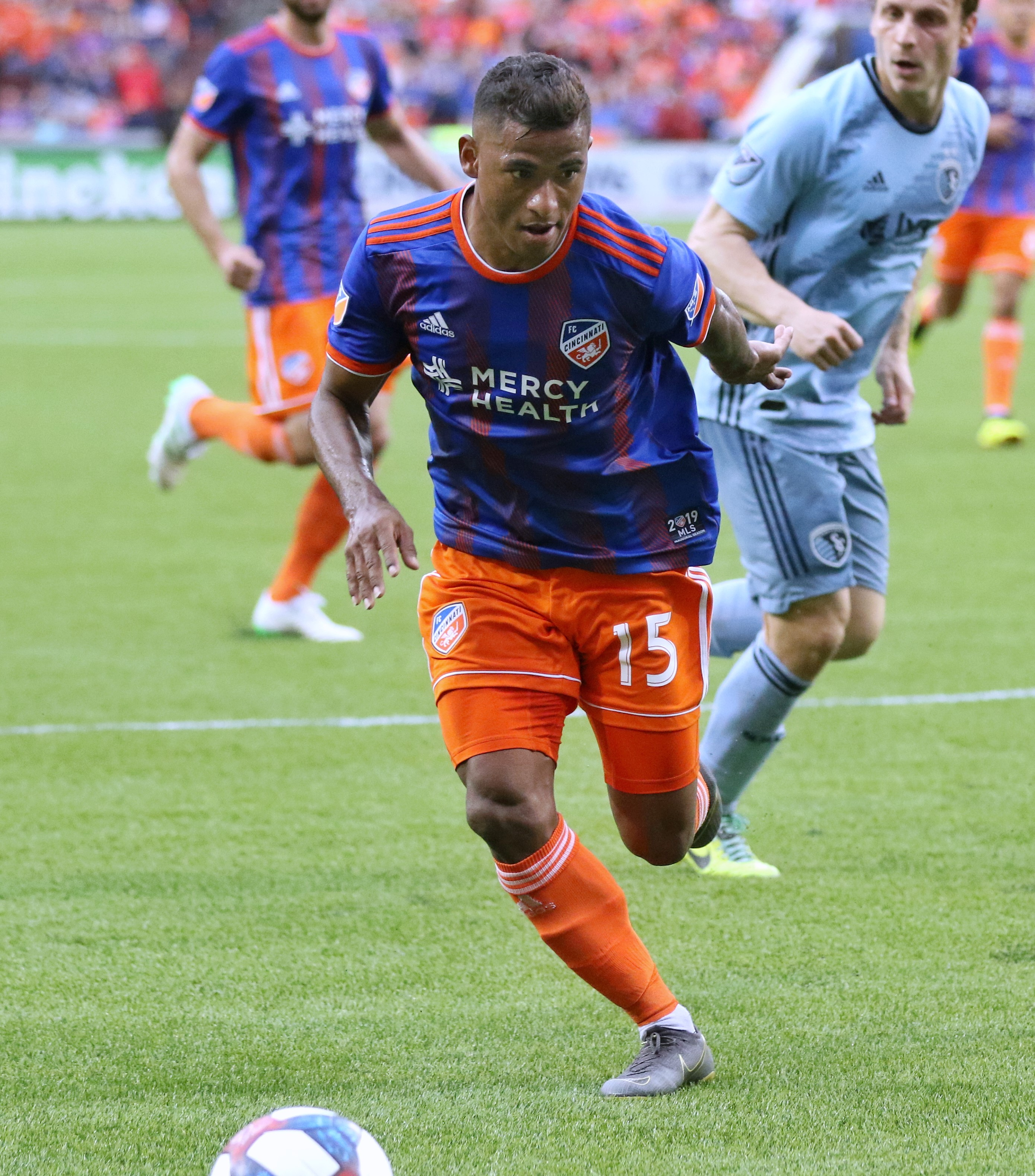
صورة لمبارة من الدوري الأمريكي بين سبورتينغ كانساس سيتي ونادي سينسيناتي في سنة 2019.

يمتد الدوري الرئيسي من مارس إلى أكتوبر. تنقسم الفرق جغرافيا إلى قسمين الشرقي والغربي، بحيث يلعب كل فريق 34 مباراة في جدول متوازن جزئيا. في عام 2019 ، مع 24 فريقًا، يلعب كل فريق لعبتين (محليًا وخارجيًا) ضد فرق في مؤتمره ولعبة واحدة ضد كل فريق من المؤتمر المعاكس في منتصف الموسم، تلعب الفرق مع لعبة All-Star السنوية، وهي لعبة استعراضية بين أفضل اللاعبين في الدوري ونادي كبير من دوري مختلف في نهاية الموسم العادي، يمنح الفريق الذي يتمتع بأعلى مجموع نقاط جائزة الداعمين وميزة الملعب المحلي طوال التصفيات.
على عكس معظم بطولات دوري كرة القدم الكبرى في جميع أنحاء العالم ، ولكن على غرار البطولات الأخرى في الأمريكتين، يتبع الموسم الدوري متعدد الأطراف دوري بطولات خروج المغلوب. يشارك أربعة عشر فريقًا في التصفيات المؤهلة لكأس MLS في أكتوبر، والتي تنتهي مع مباراة بطولة كأس MLS في أوائل نوفمبر.
ينتج عن جدول الربيع إلى الخريف في الدوري الأمريكي الرئيسي تضارب المواعيد مع تقويم الفيفا ومع البطولات الدولية الصيفية مثل كأس العالم وكأس الكونكاكاف الذهبية مما تسبب في فقدان العديد من اللاعبين لبعض مباريات الدوري بينما نظر MLS في التغيير إلى تنسيق من البداية إلى الربيع، لا توجد خطط حالية للقيام بذلك. إذا كان على الدوري تغيير جدوله الزمني، فستظل هناك إجازة شتوية كبيرة بسبب وجود الفرق في المناخات الشتوية القاسية. سيتعين عليها أيضًا التنافس مع الشعبية والوجود الإعلامي للرابطة الوطنية لكرة القدم الأمريكية (NFL) في فصلي الخريف والشتاء بالإضافة إلى الاتحاد الوطني لكرة السلة (NBA) والرابطة الوطنية للهوكي (NHL) ، اللذين يتنافسان على حد سواء جداول الربيع.

## الفرق

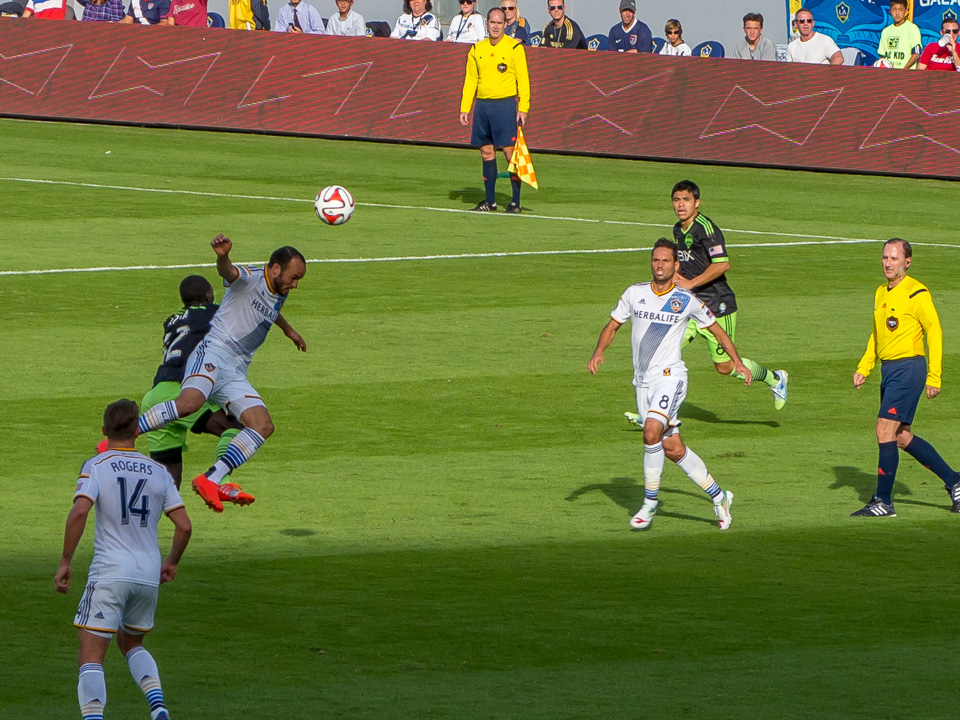
مباراة لوس أنجلوس غالاكسي ضد سياتل ساوندرز في الدوري الأمريكي لكرة القدم.

ينقسم 24 فرق من الدوري الأمريكي لكرة القدم بين مؤتمرين شرقي وغربي. يُسمح لكل ناد بحد أقصى 28 لاعبًا في قائمة فريقه الأولى. جميع اللاعبين الـ 28 مؤهلون للاختيار لكل فرقة تضم 18 لاعبًا في يوم اللعب خلال الموسم العادي والتصفيات.
توسع الدوري بانتظام منذ موسم 2005. يخطط الدوري للتوسع إلى 27 فريقًا مع إضافة إنتر ميامي أف سي ونادي ناشفيل في عام 2020 ونادي أوستين في عام 2021 ، مع خطط إضافية للتوسع إلى 28 فريقًا بحلول 2022 و30 فريقًا في وقت لاحق. يعد الدوري الأمريكي لكرة القدم حاليًا أكبر دوري كرة قدم احترافي في دوري الدرجة الأولى في العالم

### المؤتمر الشرقي
| الفريق               | الولاية        |
| -------------------- | -------------- |
| أتلانتا يونايتد      | جورجيا         |
| أورلاندو سيتي        | فلوريدا        |
| تورونتو              | أونتاريو، كندا |
| دي سي يونايتد        | ماريلند        |
| سينسيناتي            | أوهايو         |
| شيكاغو فاير          | إلينوي         |
| فيلادلفيا يونيون     | بنسيلفانيا     |
| كولومبوس كرو         | أوهايو         |
| مونتريال             | كيبك، كندا     |
| نيو إنغلاند ريفولوشن | ماساتشوستس     |
| نيويورك ريد بولز     | نيويورك        |
| نيويورك سيتي         | نيويورك        |
| إنتر ميامي           | فلوريدا        |

### المؤتمر الغربي
| الفريق               | الولاية                   |
| -------------------- | ------------------------- |
| بورتلاند تيمبرز      | أوريغون                   |
| إف سي دالاس          | تكساس                     |
| ريال سالت ليك        | يوتا                      |
| سان خوسيه إيرثكويكس  | كاليفورنيا                |
| سان دييغو إف سي      | كاليفورنيا                |
| سبورتينغ كانساس سيتي | ميزوري                    |
| سياتل ساوندرز        | واشنطن                    |
| فانكوفر وايتكابس     | كولومبيا البريطانية، كندا |
| كولورادو رابيدز      | كولورادو                  |
| لوس أنجلوس إف سي     | كاليفورنيا                |
| لوس أنجلوس غالاكسي   | كاليفورنيا                |
| مينيسوتا يونايتد     | مينيسوتا                  |
| هيوستن دينامو        | تكساس                     |

### الفرق السابقة
| الفريق              | الموقع                | الملعب                      | السعة  | الانضمام | الموسم النهائي |
| ------------------- | --------------------- | --------------------------- | ------ | -------- | -------------- |
| تامبا باي موتيني    | تامبا، فلوريدا        | ملعب ريموند جيمس1           | 65,657 | 1996     | 2001           |
| ميامي فيوشن         | فورت لودرديل، فلوريدا | ملعب نيو فورت لودردال ميامي | 17,417 | 1998     | 2001           |
| نادي شيفاز يو إس أي | كارسون، كاليفورنيا    | ستاب هاب سنتر               | 18,800 | 2005     | 2014           |

ملحوظات
1 مرفق مشترك؛ ليس ملعبًا مخصصًا لكرة القدم 
2 القدرة القياسية المخفضة لكرة القدم؛ يمكن زيادتها 

## بطولة الدوري
في نهاية موسم 2018 ، تنافس 26 ناديًا مختلفًا في الدوري، حيث فاز 13 ناديًا على الأقل بكأس الدوري الأمريكي لكرة القدم، وفاز 12 ناديًا واحدًا على الأقل من الداعمين وقد فاز الفريقان بالبطولتين في نفس العام في سبع مناسبات (حقق الناديان الإنجاز مرتين).
كؤوس الدوري الأمريكي والفائزين بدرع الجماهير
| الفريق               | كؤوس الدوري | سنوات الفوز                        | درع الجماهير | سنوات الفوز            | ملس الدوري الأمريكي | مجموع البطولة مشتركة |
| -------------------- | ----------- | ---------------------------------- | ------------ | ---------------------- | ------------------- | -------------------- |
| لوس أنجلوس غلاكسي    | 6           | 2002، 2005، 2011، 2012، 2014, 2024 | 4            | 1998، 2002، 2010، 2011 | 9                   | 23                   |
| دي.سي. يونايتد       | 4           | 1996، 1997، 1999، 2004             | 4            | 1997، 1999، 2006، 2007 | 8                   | 23                   |
| سان خوسيه إيرثكويكس  | 2           | 2001، 2003                         | 2            | 2005، 2012             | 4                   | 21                   |
| سبورتينغ كانساس سيتي | 2           | 2000، 2013                         | 1            | 2000                   | 3                   | 23                   |
| هيوستن دينامو        | 2           | 2006، 2007                         |              | –                      | 2                   | 13                   |
| كولومبوس كرو         | 1           | 2008                               | 3            | 2004، 2008، 2009       | 4                   | 23                   |
| شيكاغو فاير          | 1           | 1998                               | 1            | 2003                   | 2                   | 21                   |
| أتلانتا يونايتد      | 1           | 2018                               | 0            | _                      | 0                   | 1                    |
| سياتل ساوندرز        | 1           | 2016                               | 1            | 2014                   | 2                   | 10                   |
| تورونتو              | 1           | 2017                               | 1            | 2017                   | 2                   | 12                   |
| ريال سالت ليك        | 1           | 2009                               |              | –                      | 1                   | 14                   |
| كولورادو رابيدز      | 1           | 2010                               |              | –                      | 1                   | 23                   |
| بورتلاند تمبرز       | 1           | 2015                               |              | –                      | 1                   | 8                    |
| نيويورك ريد بولز     |             | –                                  | 3            | 2013، 2015، 2018       | 3                   | 23                   |
| تامبا باي موتيني*    |             | –                                  | 1            | 1996                   | 1                   | 6*                   |
| ميامي فيوشن*         |             | –                                  | 1            | 2001                   | 1                   | 4*                   |
| دالاس                |             | –                                  | 1            | 2016                   | 1                   | 23                   |
| نيو إنغلاند ريفولوشن |             | –                                  |              | –                      | 0                   | 23                   |

| *امتياز مطوية بعد الانتهاء من موسم 2001 |